# Yuya Sano
Yuya Sano (født 22. april 1982) er en japansk fodboldspiller.
Han har spillet for flere forskellige klubber i sin karriere, herunder Tokyo Verdy, Shonan Bellmare, V-Varen Nagasaki, Giravanz Kitakyushu og SC Sagamihara.